# Jan Stanisław Kaczmarek

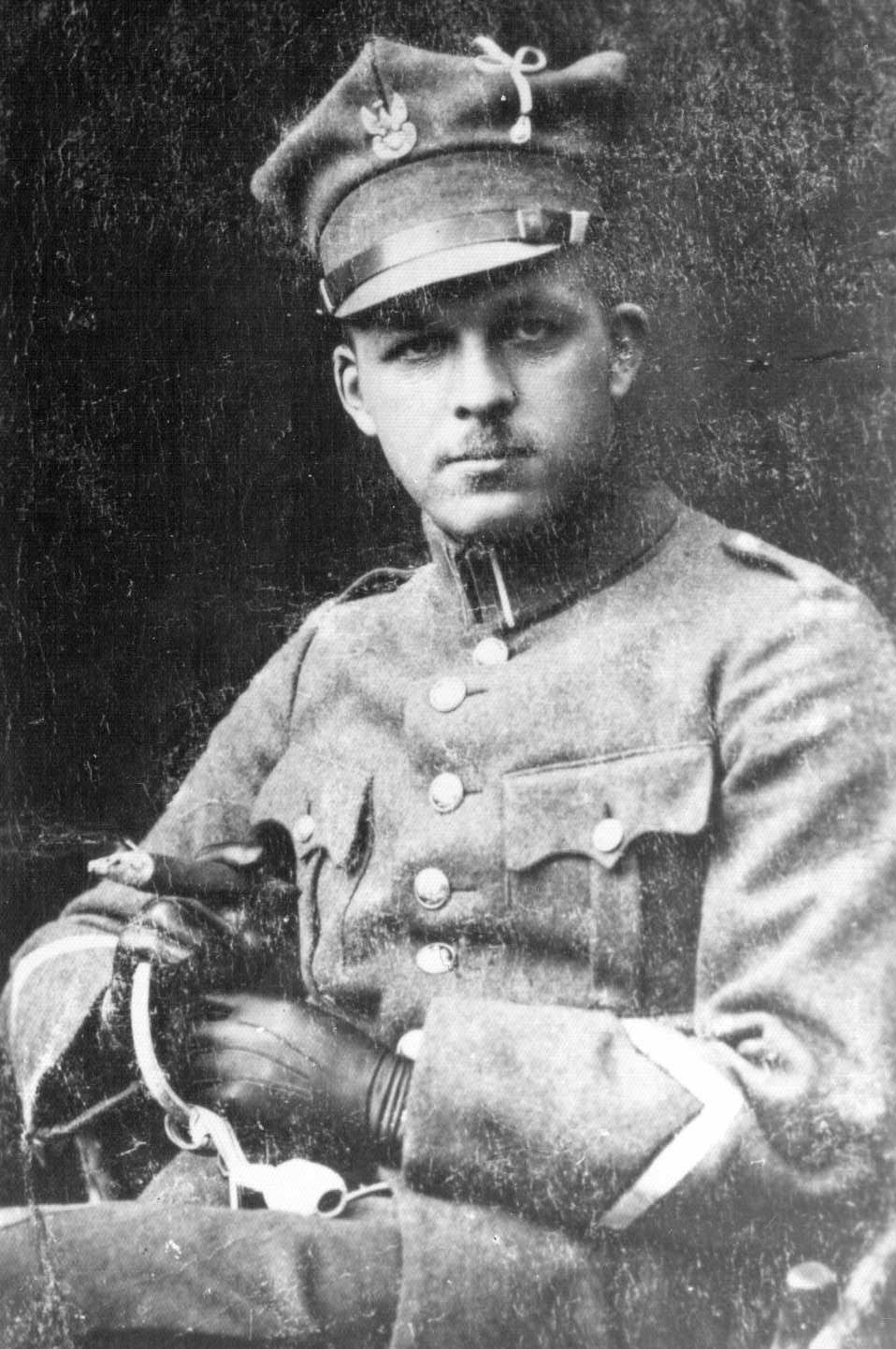
Jan Kaczmarek w mundurze podporucznika Sił Zbrojnych Polskich w byłym zaborze pruskim

Jan Stanisław Kaczmarek (ur. 21 grudnia 1894 w Stęgoszy, zm. 25 kwietnia 1981 w Poznaniu) – pułkownik łączności Wojska Polskiego, kawaler Orderu Virtuti Militari.

## Życiorys
Urodził się 21 grudnia 1894 w Stęgoszy, w powiecie jarocińskim, na terytorium ówczesnej prowincji poznańskiej, w rodzinie Michała i Heleny z domu Sołtysiak. W latach 1905–1914 uczęszczał do Gimnazjum Marii Magdaleny w Poznaniu. W roku szkolnym 1910/1911 został członkiem tajnego stowarzyszenia Towarzystwo Tomasza Zana.

### I wojna światowa
6 sierpnia 1914, po rozpoczęciu I wojny światowej, został wcielony do Armii Cesarstwa Niemieckiego i przydzielony do Fortecznego Oddziału Telefonicznego (niem. Festungs Fernsprach Abteilung) stacjonującego w Poznaniu, w Forcie Winiary. Dwa dni później, w mundurze pruskiego szeregowca, złożył maturę. W grudniu 1914 zakończył szkolenie podstawowe i został przeniesiony do Fortecznego Oddziału Telefonicznego w Metz (Lotaryngia). W twierdzy Metz służył do wiosny 1915 awansując na kaprala. Do jego obowiązków należała obsługa głównej centrali telefonicznej fortecznej. Następnie został przeniesiony do Oddziału Telegraficznego Zapasowego w Koblencji, z którego jako aspirant oficerski miał być skierowany do kurs oficerski dla piechoty w Döberitz (Dobrzyca Mała). Ostatecznie nie został skierowany na kurs, gdyż został uznany za „politycznie niepewnego” (młodsze rodzeństwo uczestniczyło w strajku szkolnym). Z Brandenburgii wyjechał na powrót do Lotaryngii z przydziałem do Oddziału Zapasowego Telegraficznego w Verdun. Tam objął dowództwo drużyny telegraficznej, z którą został przeniesiony na front wschodni, do Baranowicz. Po rocznej służbie razem ze swoją drużyną został przeniesiony do zachodniej Flandrii. W 1917 ukończył kurs oficerów łączności w Königs Wusterhausen. Po ukończeniu kursu został przydzielony do kompanii telegraficznej jednej z dywizji rezerwowych, zajmującej pozycje w rejonie Metz. Na początku 1918 awansował na podporucznika i objął dowództwo plutonu. W sierpniu 1918 objął w zastępstwie obowiązki dowódcy kompanii. W listopadzie 1918 na czele kompanii pomaszerował z linii frontu do Lotaryngii, a następnie do Gießen w Hesji. Tam przeprowadził demobilizację kompanii po czym został urlopowany do czasu oficjalnego zwolnienia ze służby wojskowej. W czasie służby w armii niemieckiej został odznaczony Krzyżem Żelaznym I i II klasy.

### XX-lecie międzywojenne (1918–1939)
W grudniu 1918 powrócił do Jarocina i wziął udział w Powstaniu Wielkopolskim.
8 stycznia 1919 objął dowództwo fortecznego oddziału telegraficznego, późniejszego I Batalionu Telegraficznego Wielkopolskiego. 22 stycznia 1919 przekazał dowództwo oddziału kpt. Andrzejowi Miączyńskiemu, a sam objął dowództwo 3 kompanii telegraficznej w nowo powstałym batalionie. Trzecia kompania baonu telegraficznego była złożona w 80% z ochotników, uczniów gimnazjów. 27 lutego 1919 oficerowie i żołnierze trzeciej kompanii złożyli na ręce głównodowodzącego Siłami Zbrojnymi w byłym zaborze pruskim, generała porucznika Józefa Dowbor-Muśnickiego 402 marki i 18 feningów „na głodnych Lwowian”. 30 marca 1919 awansował do stopnia porucznika. W maju 1919, razem z trzecią kompanią, został skierowany do dyspozycji dowódcy Grupy II Zachodniej, pułkownika Michała Milewskiego. Stacjonował w Posadowie, w siedzibie dowództwa grupy, skąd utrzymywał łączność telefoniczną z Poznaniem, Pniewami i Lwówkiem. Następnie był szefem łączności 3 Dywizji Strzelców Wielkopolskich, szefem łączności VII Brygady Jazdy i dowódcą 7 Kompanii Telegraficznej Jazdy, oficerem telegrafii w Dowództwie 7 Armii i w końcu szefa łączności 4 Armii. 14 października 1920 został zatwierdzony w stopniu kapitana. 1 czerwca 1921 pełnił służbę w Inspektoracie Armii Nr IV w Krakowie, pozostając na ewidencji 2 Baonu Zapasowego Telegraficznego. W listopadzie 1921 został przeniesiony do Obozu Wyszkolenia Wojsk Łączności na stanowisko dowódcy kompanii szkolnej, a następnie instruktora Oddziału Szkolnego. 
W marcu 1923 został przeniesiony do Szefostwa Łączności Dowództwa Okręgu Korpusu Nr I w Warszawie, a 23 maja 1923 do 3 Pułku Łączności w Grudziądzu z „odkomenderowaniem” do Szefostwa Łączności DOK I na okres czterech miesięcy z dniem 1 kwietnia 1920. Po „ukończeniu odkomenderowania” został przydzielony do Szefostwa Łączności Dowództwa Okręgu Korpusu Nr VII w Poznaniu na stanowisko I oficera. W kwietniu 1926 został przeniesiony do 7 Samodzielnego Batalionu Łączności w Poznaniu na stanowisko pełniącego obowiązki kwatermistrza. Następnie pełnił służbę w Departamencie Inżynierii Ministerstwa Spraw Wojskowych w Warszawie. W kwietniu 1929 został wyznaczony na stanowisko I oficera sztabu w Dowództwie 1 Grupy Łączności w Warszawie. We wrześniu 1930 został przeniesiony do 2 Pułku Łączności w Jarosławiu na stanowisko dowódcy IV Batalionu Telegraficznego. Jeszcze tego samego roku, po rozformowaniu 2 Pułku Łączności został dowódcą IV Batalionu Telegraficznego w Przemyślu. W 1931 objął obowiązki komendanta Kadry 2 Batalionu Telegraficznego w Przemyślu. 12 marca 1933 awansował do stopnia podpułkownika. W tym samym roku został dowódcą 6 Batalionu Telegraficznego w Jarosławiu. Od 1 grudnia 1934 do 17 maja 1939 był komendantem Centrum Wyszkolenia Łączności w Zegrzu. Od września do grudnia 1938, w czasie rewindykacji Zaolzia, pełnił służbę w Sztabie Samodzielnej Grupy Operacyjnej „Śląsk” na stanowisku dowódcy łączności. Do stopnia pułkownika został awansowany ze starszeństwem z dniem 19 marca 1939. W maju 1939 został wyznaczony na stanowisko dowódcy 2 Grupy Łączności w Warszawie, a w sierpniu 1939 na stanowisko dowódcy łączności Armii „Pomorze”.

### II wojna światowa
Jako dowódca łączności Armii „Pomorze” walczył w kampanii wrześniowej. 22 września 1939 w czasie bitwy pod Łomiankami został ranny i dostał się do niemieckiej niewoli.
W niewoli przebywał od zimy 1940 do wiosny 1945, kolejno w obozach oficerskich (niem. Oflagach): XII A Hadamar (6 lutego 1940 - maj 1942), II E Neubrandenburg (czerwiec 1942 - styczeń 1944) i II D Gross-Born (luty 1944 - styczeń 1945). Od 18 stycznia do 28 marca 1945 wraz z innymi jeńcami oflagu II D maszerował do Stalagu X B w Sandbostel. Tam 29 kwietnia 1945 został oswobodzony przez oddziały kanadyjskiej 1 Armii. W Sandbostel, funkcjonującym jako Polski Ośrodek Wojskowy, pozostawał do czerwca 1945. Kolejny miesiąc spędził w ośrodku wojskowym w Verden, w Dolnej Saksonii. Od września do grudnia 1945 przebywał w ośrodku wojskowym w Delmenhorst, a od stycznia 1946 w Lubece.

### Po wojnie (1946–1981)
9 kwietnia 1946 powrócił do kraju.
18 października 1967 ppłk mgr Czesław Kołodziejczak, w zastępstwie Wojskowego Komendanta Rejonowego Poznań-Wilda wydał mu legitymację oficera rezerwy serii AF 0119891.
Zmarł 25 kwietnia 1981 w Poznaniu. Pochowany 30 kwietnia 1981 na cmentarzu Miłostowo. 

## Awanse
- podporucznik – 1918
- porucznik – 30 marca 1919 ze starszeństwem z dniem 1 czerwca 1917 w Wojskach Technicznych Sił Zbrojnych Polskich w byłym zaborze pruskim[19]
- kapitan – zatwierdzony 14 października 1920 z dniem 1 kwietnia 1920 w Korpusie Wojsk Łączności, „w grupie byłej armii niemieckiej”, zweryfikowany 3 maja 1922 ze starszeństwem z dniem 1 lipca 1919 i 19. lokatą w korpusie oficerów łączności
- major – 1 grudnia 1924 ze starszeństwem z dniem 15 sierpnia 1924 i 4. lokatą w korpusie oficerów łączności
- podpułkownik – 12 marca 1933 ze starszeństwem z dniem 1 stycznia 1933 i 2. lokatą w korpusie oficerów łączności
- pułkownik – ze starszeństwem z dniem 1 stycznia 1939 w korpusie oficerów łączności

## Ordery i odznaczenia
- Krzyż Srebrny Orderu Wojskowego Virtuti Militari (1921)[20]
- Krzyż Niepodległości (9 listopada 1932)[21]
- Krzyż Walecznych (23 lipca 1973)
- Złoty Krzyż Zasługi (21 marca 1929)[22][23]
- Krzyż na Śląskiej Wstędze Waleczności i Zasługi I klasy (6 marca 1931)
- Medal Pamiątkowy za Wojnę 1918–1921 (1928)
- Medal Dziesięciolecia Odzyskanej Niepodległości (1928)
- Krzyż Armii Krajowej (1979) „za pracę konspiracyjną w obozach jenieckich”
- Państwowa Odznaka Sportowa[24]
- Odznaka Strzelecka[24]

W służbie Armii Cesarstwa Niemieckiego w latach 1914–1918:
- Krzyż Żelazny I klasy (niem. „Eisernes Kreuz I Klasse”).
- Krzyż Żelazny II klasy (niem. „Eisernes Kreuz II Klasse”)

## Życie prywatne
Żonaty z Ireną Walczyńską (1904–1948), z którą miał dwie córki: Teresę Sacha (1927–1980) i Annę Mencel (ur. 1931), profesor nauk ekonomicznych.